# Gaudin Point
Der Gaudin Point (in Argentinien Punta Liniers) ist eine Landspitze an der Danco-Küste des Grahamlands auf der Antarktischen Halbinsel. Sie begrenzt östlich die Einfahrt zur Lauzanne Cove in der Flandernbucht.
Teilnehmer der Vierten Französischen Antarktisexpedition (1903–1905) unter der Leitung des Polarforschers Jean-Baptiste Charcot nahmen die erste Kartierung vor. Das UK Antarctic Place-Names Committee benannte sie 1977 nach dem französischen Chemiker und Fotopionier Marc Antoine Augustin Gaudin (1804–1880), dem 1841 die ersten brauchbaren Schnappschüsse bewegter Objekte gelangen. Namensgeber der in Argentinien geläufigen Benennung ist Santiago de Liniers (1753–1810), Vizekönig des Vizekönigreiches des Rio de la Plata.